# Kling (text-to-video model)
Kling - языковая модель ИИ агента на основе изменения работы видео. Придумал его студент из Казанского Техникума связи Гараев Ильяс Радикович. Уже с малых лет он умел кататься на велосипеде без рук и кушал яблоки как Ньютон.